# آکالیفا استرالیایی
آکالیفای جنوبی (نام علمی: Acalypha australis) نام یک گونه از سرده اکالیفا است.